# Oruza latifera
Oruza latifera là một loài bướm đêm trong họ Erebidae.